# Пезинок
Пе́зинок (словац. Pezinok, нем. Bösing, венг. Bazin) — город в юго-западной Словакии у подножья Малых Карпат. Город и окрестные деревни (особенно Модра и Свети-Юр) славны своим виноградниками и вином весьма высокого качества. Население — около 23 тыс. человек.

## История
Территория, на которой лежит Пезинок, впервые упоминается в 1208 году как «Терра Бозин». С первоначального земледельческого поселения Пезинок становится виноградарским городом. В XVI веке в город перебираются многочисленные немецкие иммигранты из Австрии. В 1647 Фердинанд III дал городу права свободного королевского города. В XVII—XVIII веках Пезинок был одним из богатейших городов Венгрии. В XIX веке приходит индустриализация, остановившаяся в первой половине XX века, тогда же начинается массовая иммиграция в Америку. Во второй половине XX века ситуация улучшается и сейчас Пезинок один из самых благополучных городов Словакии.
С 2003 года в Пезинке проводится любительский кинофестиваль.

## Население
| Год:                | 1994   | 2004    | 2014    | 2024     |
| ------------------- | ------ | ------- | ------- | -------- |
| Количество человек: | 21 552 | 21 147  | 22 129  | 24 375   |
| Разница:            |        | −1,87 % | +4,64 % | +10,14 % |

## Достопримечательности
- Замок
- Костёл св. Марии
- Костёл Воскресения
- Костёл св. Троицы
- Костёл св. Креста
- Костёл св. Сигизмунда
- Барочные и ренессансные здания
- Винные погреба

## Персоналии
- Голуби, Йозеф Людовит (1836—1923)  — словацкий ботаник и этнограф.
- Рети, Рихард (1889—1929)  — чехословацкий гроссмейстер.
- Ян Купецкий (3 апреля 1667 — 16 июля 1740) - портретный и исторический живописец.